# القراءة الجهرية
القراءة الجهرية هي فن التقاط الرموز المطبوعة وتوصيلها عبر العين إلى المخ، ثم الجهر بها بإضافة الأصوات واستخدام أعضاء النطق استخداماً صحيحاً، فتخرج الأصوات مسموعة في أدائها، صحيحة في مخارجها، مضبوطة في حركاتها، معبرة عن المعاني التي تضمنتها، كما أنها تتضمن عمليات عقلية ومستويات تفكير عليا من التحليل والتعليل، والربط بين الخبرة السابقة والمعاني الجديدة، والاستنتاج والنقد والتقويم والتذوق وحل المشكلات، والإبداع.

## مزايا القراءة الجهرية
تعتبر القراءة الجهرية وسيلة من وسائل:
- التدريب على إجادة النطق عند القارىء.
- الكشف عن عيوب النطق وعلاجها.
- التدريب على الإلقاء الجيد في الشعر والنثر.
- تشجيع التلاميذ الخجولين الذين يهابون الحديث.
- إفهام السامعين ما يدور حولهم من قضايا وأمور ومشكلات.
- التأثير في السامعين لإقناعهم بأفكار معينة واستجابتهم لها.